# Mammon, la révélation
Pour les articles homonymes, voir Mammon (homonymie).
Mammon, la révélation (Mammon) est une série télévisée norvégienne en quatorze épisodes de 58 minutes diffusée entre le 1er janvier 2014 et le 14 février 2016 sur NRK1.
En France, la série a été diffusée à partir du 1er août 2015 sur 13e rue. Elle reste inédite dans les autres pays francophones.
River du duo musical Ibeyi est le titre de la chanson du générique de la saison 2.

## Distribution

### Acteurs principaux
- Jon Øigarden (no) (VF : David Krüger) : Peter Verås
- Nils Ole Oftebro (no) (VF : Philippe Catoire) : Frank Mathiesen
- Anna Bache-Wiig (no) (VF : Véronique Desmadryl) : Inger Marie Steffensen
- Ingjerd Egeberg (VF : Rafaèle Moutier) : Eva Verås

### Saison 1 seulement
- Terje Strømdahl (no) (VF : Patrick Messe) : Tore Verås
- Alexander Tunby Rosseland (VF : Gauthier Battoue) : Andreas Verås
- Robert Skjærstad (no) (VF : Donatien Guillot) : Jensen
- Andrine Sæther (VF : Emmanuèle Bondeville) : Økokrimsjefen

### Saison 2 seulement
- Trond Espen Seim : le Premier ministre Michael Woll
- Laura Christensen (da) : Ellen Verås
- Ingar Helge Gimle : le ministre des finances norvégien Erik Ulrichsen

 Source et légende : version française (VF) sur RS Doublage et Doublage Séries Database

## Épisodes

### Première saison (2014)
1. Deux frères (Offeret)
2. Abraham (Oppvåkningen)
3. La Descente (Nedstigningen)
4. Le Pacte (Pakten)
5. La Spirale (Drapet)
6. Le Jugement dernier (Dommedag)

### Deuxième saison (2016)
1. Sang (Bløt)
2. Les Infidèles (Hedninger)
3. La Chute d'un homme (Ragnarok)
4. Deuil national (Fimbul)
5. Dans la gueule du loup (Fenris)
6. Le Déclin des géants (Jotnir)
7. Byzance (Miklagard)
8. L'Arbre de la connaissance (Yggdrasil)

## Distinction
- International Emmy Awards 2017 : Meilleure série dramatique